# Pod lёd
Pod lёd (in russo Под лёд?) è un singolo della cantante ucraina Loboda, pubblicato il 19 giugno 2013 su etichetta discografica Loboda M'juzik. L'autore della canzone era Loboda ed Evgenij Dubovik. La canzone utilizza un campione della canzone "MF" (aka "Mazafaka") di Green Grey.

## Video musicale
Il 24 giugno 2013 è stato rilasciato il video musicale ufficiale. È stato filmato da Vladimir Škljarevskij, che in precedenza ha girato clip di Loboda come 40 gradusov e Oblaka. Nella clip, Loboda intraprende un viaggio in un paese esotico dove gli sciamani stanno cercando di liberarla dai demoni. Nel video, anche il cantante va in prigione e la squadra non è riuscita a ottenere il permesso di girare in una non funzionante, quindi Loboda ha filmato in una vera stazione di polizia. Le riprese si sono svolte nella Repubblica Dominicana.
Ad agosto, il cantante ha presentato una versione alternativa del video della canzone. Il suo direttore era Kadim Tarasov.

## Tracce
Testi e musiche di Loboda ed Evgenij Dubovik.
Download digitale
1. Pod lёd – 3:17
2. Pod lёd (Remake) – 4:05

## Classifiche

### Classifiche settimanali
| Classifica (2013) | Posizione massima |
| ----------------- | ----------------- |
| Ucraina           | 1                 |

### Classifiche di fine anno
| Classifica (2013) | Posizione |
| ----------------- | --------- |
| Ucraina           | 7         |